# Unterbergen (Schmiechen)
Unterbergen ist ein am Lech gelegener Gemeindeteil der Gemeinde Schmiechen im schwäbischen Landkreis Aichach-Friedberg. Der Präfix Unter- dient zur Unterscheidung von Oberbergen (Lkr. Landsberg am Lech). 

## Lage
Das Kirchdorf liegt etwa einen Kilometer östlich der Lechstaustufe 22, es liegt etwa zweieinhalb Kilometer nordwestlich von Schmiechen an der Straße zwischen Mering und Prittriching und befindet sich größtenteils unterhalb der Hangkante der Lechleite, dem Rand des Urstromtals des Lechs. Zwischen Lech und Unterbergen fließt der Hagenbach, ein Teil der Friedberger Ach.

## Geschichte
Ein Dielboldus comes de Bergen wird um 1127 urkundlich erwähnt.
Die katholische Kirche St. Alexander stammt aus der 2. Hälfte des 17. Jahrhunderts. Das bayerische Urkataster zeigt Unterbergen in den 1810er Jahren als ein Haufendorf mit 27 Herdstellen und der Pfarrkirche St. Alexander mit ihrem kleinen Gottesacker.
Die 1818 durch das bayerische Gemeindeedikt gegründete Gemeinde, zu der außerdem die Lechaumühle gehörte, wurde am 1. Mai 1978 bei der Gebietsreform in Bayern in die Gemeinde Schmiechen eingegliedert.
Unterbergen gehört kirchlich (römisch-katholisch) zur Pfarreiengemeinschaft Merching.

## Baudenkmäler
Fünf Gebäude im Ortsbereich stehen unter Denkmalschutz:
- die Kirche St. Alexander, ein Saalbau aus der 2. Hälfte des 17. Jahrhunderts (1864 erweitert)
- Wegkapelle
- zwei Bauernhäuser
- Wohnhaus eines Bauernhofes

Siehe auch: Liste der Baudenkmäler in Unterbergen.